# Randy Newman
Randall Stuart Newman (Los Angeles, Kalifornia, 1943. november 28. –), ismertebb nevén Randy Newman kétszeres Oscar-, háromszoros Primetime Emmy- és többszörös Grammy-díjas amerikai énekes-dalszerző, zongorista és zeneszerző. Zenéi a pop, az R&B és az Americana műfajokba sorolhatóak. Ismertetőjegyei a déli akcentusa, a korai Americana-hatású dalai (amelyek általában szatirikus szövegekkel rendelkeznek), és a különböző filmzenéi.
Huszonkét alkalommal jelölték Oscar-díjra a legjobb filmzene és a legjobb eredeti dal kategóriákban, utóbbi kategóriában két alkalommal nyert is. Három Emmy-díjat is nyert. 2007-ben a Disney Disney-legendaként ismerte el. 2002-ben bekerült a Songwriters Hall of Fame-be, 2013-ban pedig a Rock and Roll Hall of Fame-be.
Sail Away és Good Old Boys című lemezei bekerültek az 1001 lemez, amelyet hallanod kell, mielőtt meghalsz című könyvbe is.

## Élete
1943. november 28.-án született Los Angelesben, zsidó családba, apja harmincadik születésnapján. Anyja Adele "Dixie" Fox (1916-1988) volt, apja pedig Irving George Newman (1913-1990) volt. 11 éves koráig New Orleans-ben élt. Nagyszülei Luba (1883-1954) és Michael Newman (1874-1948) voltak. Nagybácsijai szintén hollywoodi zeneszerzők voltak: Alfred, Lionel és Emil. Unokatestvérei, Thomas, Maria, David és Joey szintén zeneszerzők. A University High School tanulója volt.
Newman ateista. Elmondása szerint a vallás teljesen hiányzott a gyerekkorából.
Legnagyobb zenei hatásának Ray Charlest tette meg. Első zenei szerzeménye az 1962-es "Golden Gridiron Boy" volt, amelyet 18 éves korában szerzett. Első nagylemeze 1968-ban jelent meg.

## Magánélete
1967-től 1985-ig Roswitha Schmale volt a felesége. Három fiuk született: Eric Newman, Amos Newman és John Newman. 1990 óta Gretchen Preece a felesége, két gyermekük született: Patrick és Alice Newman. Gretchen apja Michael Preece rendező.

## Diszkográfia
- Randy Newman (1968)
- 12 Songs (1970)
- Sail Away (1972)
- Good Old Boys (1974)
- Little Criminals (1977)
- Born Again (1979)
- Trouble in Paradise (1983)
- Land of Dreams (1988)
- Randy Newman's Faust (1995)
- Bad Love (1999)
- Harps and Angels (2008)
- Dark Matter (2017)